# Anton Popovič
Anton Popovič (* 27. července 1933, Prešov - 24. června 1984, Bratislava) byl slovenský literární historik a teoretik, jeden z nejvýznamnějších slovenských i světových translatologů[zdroj?].

## Život
Působil na Nitranské univerzitě jako nejdůležitější z následníků a pokračovatelů Jiřího Levého. Založil tzv. Nitranskou translatologickou školu, ke které patřili jeho kolegové, mj. Ján Vilikovský a František Miko.
Hlavní Popovičovou snahou bylo osamostatnit translatologii, která v jeho době (tj. v 60. letech 20. století) stále platila za součást filologie. Obhajoval společenskou funkci překladu jako jednoho z hlavních prostředků mezikulturní komunikace. Zabýval se především výzkumem a vytvářením potřebné terminologie.
Popovič navazoval na československý předválečný strukturalismus, především na Pražský lingvistický kroužek, určitý vliv na jeho práci měl i ruský formalismus (tzv. tartuská škola Jurije Lotmana).

## Teoretická práce Antona Popoviče
Základním Popovičovým požadavkem bylo sledovat překlad na pozadí současné domácí překladatelské normy. V souvislosti s tím zavedl pojem překladovost, tzn. překlad nutně působí na svého čtenáře jinak, než by působil domácí originál.

## Dílo
- Seznam děl v Souborném katalogu ČR, jejichž autorem nebo tématem je Anton Popovič

Dílo Antona Popoviče je velmi rozsáhlé. Za nejdůležitější samostatné práce lze považovat:
- Preklad a výraz (1968)
- Poetika umeleckého prekladu (1971)
- Teória umeleckého prekladu (1975)
- Originál/preklad

Řadu dalších děl Popovič napsal ve spolupráci s jinými autory (např. Tvorba a recepce, 1978, s Františkem Mikem).